# Fosseuse
Fosseuse és un municipi francès, situat al departament de l'Oise i a la regió dels Alts de França. L'any 2007 tenia 733 habitants.

## Demografia

### Població
El 2007 la població de fet de Fosseuse era de 733 persones. Hi havia 252 famílies de les quals 40 eren unipersonals (28 homes vivint sols i 12 dones vivint soles), 80 parelles sense fills, 120 parelles amb fills i 12 famílies monoparentals amb fills.
La població ha evolucionat segons el següent gràfic:
Habitants censats

### Habitatges
El 2007 hi havia 275 habitatges, 260 eren l'habitatge principal de la família, 3 eren segones residències i 12 estaven desocupats. 271 eren cases i 3 eren apartaments. Dels 260 habitatges principals, 238 estaven ocupats pels seus propietaris, 15 estaven llogats i ocupats pels llogaters i 7 estaven cedits a títol gratuït; 1 tenia una cambra, 4 en tenien dues, 23 en tenien tres, 65 en tenien quatre i 167 en tenien cinc o més. 217 habitatges disposaven pel capbaix d'una plaça de pàrquing. A 115 habitatges hi havia un automòbil i a 136 n'hi havia dos o més.

### Piràmide de població
La piràmide de població per edats i sexe el 2009 era:
| Homes | Edats   | Dones |
| ----- | ------- | ----- |
| 0     | 95 o +  | 0     |
| 0     | 90 a 94 | 0     |
| 0     | 85 a 89 | 4     |
| 1     | 80 a 84 | 3     |
| 6     | 75 a 79 | 13    |
| 14    | 70 a 74 | 3     |
| 4     | 65 a 69 | 10    |
| 28    | 60 a 64 | 15    |
| 19    | 55 a 59 | 31    |
| 54    | 50 a 54 | 35    |
| 34    | 45 a 49 | 45    |
| 22    | 40 a 44 | 21    |
| 37    | 35 a 39 | 27    |
| 23    | 30 a 34 | 30    |
| 17    | 25 a 29 | 10    |
| 20    | 20 a 24 | 14    |
| 20    | 15 a 19 | 34    |
| 29    | 10 a 14 | 33    |
| 15    | 5 a 9   | 47    |
| 31    | 0 a 4   | 14    |

## Economia
El 2007 la població en edat de treballar era de 527 persones, 379 eren actives i 148 eren inactives. De les 379 persones actives 346 estaven ocupades (190 homes i 156 dones) i 33 estaven aturades (11 homes i 22 dones). De les 148 persones inactives 65 estaven jubilades, 47 estaven estudiant i 36 estaven classificades com a «altres inactius».

### Ingressos
El 2009 a Fosseuse hi havia 258 unitats fiscals que integraven 755,5 persones, la mediana anual d'ingressos fiscals per persona era de 21.085 €.

### Activitats econòmiques
Dels 27 establiments que hi havia el 2007, 10 eren d'empreses de construcció, 7 d'empreses de comerç i reparació d'automòbils, 3 d'empreses de transport, 1 d'una empresa d'hostatgeria i restauració, 1 d'una empresa immobiliària i 5 d'empreses de serveis.
Dels 9 establiments de servei als particulars que hi havia el 2009, 3 eren paletes, 1 guixaire pintor, 2 fusteries, 1 lampisteria i 2 electricistes.
L'any 2000 a Fosseuse hi havia 4 explotacions agrícoles.

## Equipaments sanitaris i escolars
El 2009 hi havia una escola maternal integrada dins d'un grup escolar amb les comunes properes formant una escola dispersa.

## Poblacions més properes
El següent diagrama mostra les poblacions més properes.